# Club Atlético Sarmiento (La Banda)
Il Club Atlético Sarmiento è una società calcistica argentina di La Banda, fondata il 16 aprile 1909. Dal 2024 parteciperà al Torneo Federal A.

## Storia
Il Club Sarmiento nasce nel quartiere centrale della Banda, vicino all'antico tempio di Santiago Apóstol, tra le vie Pedro León Gallo, Balcarce, Garay, Moreno e Avellaneda, in una caccia selvaggia alla carpa zingara, dal 1900 al 1905. Nella sua All'inizio si chiamava “Club Normal” perché i suoi primi membri furono studenti, insegnanti e precettori della Escuela Normal Superior, “Dr. José B. Gorostiaga”.
Sono stato all'origine della fusione di due piccoli club che si contendevano il primato calcistico nella Banda. Uno guidato da Don José María Heredia e l'altro da Don Julio Trejo sono quelli che possono giocare, basandosi sulla determinata volontà di fondersi. Il 16 aprile 1909 si tenne un'assemblea comune nella quale decisero di formare un unico club. Per aiutare la nuova istituzione sono stati proposti due nomi: quello dell'ex presidente Domingo Faustino Sarmiento e il nome dell'Ammiraglio Guillermo Brown, indire il voto a nome del primo ministro. Da lì, il club divenne noto come Club Atlético Sarmiento.

## Palmarès

### Competizioni nazionali
- Torneo Argentino C: 2010.
- Torneo Regional Federal Amateur: 2023-24.

### Competizioni regionali
- Liga Santiagueña de Fútbol (25): 1932, 1934, 1937, 1947, 1982, 1984, 1987, 1996 (2), 1998 (2), 2002, 2003 (2), 2005 (2), 2006, 2007, 2009, 2010, 2017 (2), 2018.

- Torneo Regional Federal Amateur: 1

2023-2024